# Mp3DirectCut
mp3DirectCut — программа-редактор MP3- и MP2-аудиофайлов, позволяющая вырезать фрагменты записи, обрезать, копировать и вставлять, усиливать и понижать уровень звука в аудиофайлах без необходимости декодировать и снова кодировать аудио. Это позволяет быстро редактировать MP3 файлы без переконвертирования и потери качества звука, в результате чего не снижается качество из-за повторного кодирования данных.
mp3DirectCut обеспечивает нормализацию звука и обнаружение пауз (тишины), может разбивать длинные записи в отдельные файлы, основываясь на ключевых точках в аудио, которые предусмотрены для обнаружения пауз. mp3DirectCut может также записывать звук непосредственно в MP3 со входа звуковой карты компьютера.
Все аудио-операции выполняются с помощью манипуляций над частями MP3-файла (выделение при помощи мышки), так как mp3DirectCut не является полноценным редактором звукового сигнала. Очистка звукозаписи от щелчков, шипения и удаление других шумов — невозможны.

## Возможности
- MP3-файл можно редактировать без потерь за счёт прямого изменения MPEG-данных без декодирования в PCM
- Простая работа с фрагментами: вырезание, копирование, вставка, и операции изменения объёма;
- Предварительный просмотр и быстрый откат изменений
- Нормализация звука и обнаружение пауз
- MP3-запись с ACM- или LAME-кодировщиком (устанавливается дополнительно)
- Быстрая визуализация MP3
- Поддержка уровня 2 (DVD/DVB-аудио)
- Содержит редактор тегов для ID3v1 тегов
- Визуализация битрейта
- Поддерживается на всех версиях Windows от 95 до 10; для определённых режимом может быть вызван из командной строки
- Простой установочный файл (по состоянию на сентябрь 2012 г.) размером 284 Кбайт; установленная программа располагается в одном каталоге; программа не меняет реестр Windows; Руководство пользователя и страница «Часто задаваемые вопросы» включены в установку
- Многоязычный интерфейс (включая русский язык)
- Отредактированный файл можно использовать в качестве рингтона на мобильный телефон

## Ограничения

### Зернистость
- Позиции в файле могут быть размещены только в начале отдельного MP3-фрейма (1 фрейм равен 0,026 с).
- Уменьшение и увеличение громкости ограничено 1,5 дБ, так как они достигаются изменением значения 8-битного глобального поля существующих MP3-фреймов.

### Нереализованные функции
- ID3v2-тег не может быть прочитан, и при записи файла в результирующем файле может содержать неверную длину песни (если продолжительность была изменена).
- Документация предупреждает, что навигации по песне не во всех случаях базируется на первом MP3-кадре. Документация не гарантирует правильного результата во всех случаях.
- Документация достаточна, но не охватывает всех случаев.

### Возможное появление искажений
- Увеличение громкости может привести к искажению, так как есть риск возникновения клиппинга.